# Produktmaß
Ein Produktmaß ist in der Mathematik ein spezielles Maß auf dem Produkt von Maßräumen. Es ist dadurch charakterisiert, dass es einem kartesischen Produkt von Mengen das Produkt der Maße der einzelnen Mengen zuordnet. So ist das {\displaystyle n}-dimensionale Lebesgue-Borel-Maß auf dem {\displaystyle \mathbb {R} ^{n}} gerade das {\displaystyle n}-fache Produktmaß des eindimensionalen Lebesgue-Borel-Maßes. In der Wahrscheinlichkeitstheorie werden Produkte von Wahrscheinlichkeitsmaßen zur Modellierung von stochastischer Unabhängigkeit verwendet.

## Konstruktion des Produktmaßes

### Einführung
Wenn man an die gewohnten reellen Zahlengeraden (also die {\displaystyle x}- und {\displaystyle y}-Achse) mit dem eindimensionalen Lebesgue-Maß {\displaystyle \lambda _{1}} denkt, so ist es naheliegend, ein Maß {\displaystyle \lambda _{2}} auf der Ebene {\displaystyle \mathbb {R} ^{2}} so zu definieren, dass für messbare Mengen {\displaystyle A,B\subseteq \mathbb {R} } gilt
{\displaystyle \lambda _{2}(A\times B)=\lambda _{1}(A)\cdot \lambda _{1}(B).}
Dann ergibt sich insbesondere für das zweidimensionale Maß eines Rechtecks 
{\displaystyle R=\{(x,y)\in \mathbb {R} ^{2}\mid a\leq x\leq b,c\leq y\leq d\}=[a,b]\times [c,d]}
die Formel {\displaystyle \lambda _{2}(R)=(b-a)\cdot (d-c)}, also die bekannte Formel, nach der die Fläche eines Rechtecks gleich dem Produkt seiner Seitenlängen ist.
Da bereits einfachste geometrische Figuren, wie Dreiecke oder Kreise, nicht als kartesische Produkte dargestellt werden können, muss die Mengenfunktion {\displaystyle \lambda _{2}} noch zu einem Maß auf einer σ-Algebra fortgesetzt werden.

### Produkte zweier Maße
Für zwei beliebige Messräume {\displaystyle (\mathbb {X} _{1},{\mathcal {A}}_{1})} und {\displaystyle (\mathbb {X} _{2},{\mathcal {A}}_{2})} ist zunächst die Produkt-σ-Algebra {\displaystyle {\mathcal {A}}={\mathcal {A}}_{1}\otimes {\mathcal {A}}_{2}} zu definieren. Diese ist die vom Produkt von {\displaystyle {\mathcal {A}}_{1}} und {\displaystyle {\mathcal {A}}_{2}}
{\displaystyle {\mathcal {A}}_{1}\times {\mathcal {A}}_{2}:=\left\{A_{1}\times A_{2}\mid A_{1}\in {\mathcal {A}}_{1},A_{2}\in {\mathcal {A}}_{2}\right\}}
erzeugte {\displaystyle \sigma }-Algebra, also die kleinste {\displaystyle \sigma }-Algebra, welche {\displaystyle {\mathcal {A}}_{1}\times {\mathcal {A}}_{2}} enthält. (Dieser Schritt ist nötig, weil das Produkt {\displaystyle {\mathcal {A}}_{1}\times {\mathcal {A}}_{2}} selbst im Allgemeinen keine {\displaystyle \sigma }-Algebra ist, sondern nur ein Halbring.)
Seien nun {\displaystyle (\mathbb {X} _{1},{\mathcal {A}}_{1},\mu _{1})} und {\displaystyle (\mathbb {X} _{2},{\mathcal {A}}_{2},\mu _{2})} zwei Maßräume. Man möchte dann analog zum obigen Beispiel auf der Produkt-σ-Algebra {\displaystyle {\mathcal {A}}=\sigma ({\mathcal {A}}_{1}\times {\mathcal {A}}_{2})} ein Maß {\displaystyle \mu } definieren, welches {\displaystyle \mu (A_{1}\times A_{2})=\mu _{1}(A_{1})\mu _{2}(A_{2})} erfüllt für alle {\displaystyle A_{1}\in {\mathcal {A}}_{1},A_{2}\in {\mathcal {A}}_{2}}. Ein Maß {\displaystyle \mu }, das diese Bedingung erfüllt, wird dann Produktmaß genannt. Solch ein Maß {\displaystyle \mu } existiert stets, wie man etwa mit dem Maßerweiterungssatz von Carathéodory zeigen kann. Allerdings ist so ein Maß nicht notwendig eindeutig bestimmt. Wenn es sich jedoch um zwei σ-endliche Maßräume handelt, dann ist auch {\displaystyle {\mathcal {A}}={\mathcal {A}}_{1}\otimes {\mathcal {A}}_{2}} σ-endlich und auf {\displaystyle {\mathcal {A}}} existiert genau ein Produktmaß {\displaystyle \mu }. Es wird mit {\displaystyle \mu =\mu _{1}\otimes \mu _{2}} bezeichnet. Das Produktmaß lässt sich in diesem Fall nach dem Prinzip von Cavalieri als Integral darstellen: Für {\displaystyle A\in {\mathcal {A}}} gilt
{\displaystyle {\begin{aligned}\mu \left(A\right)&=\int _{\mathbb {X} _{1}}\mu _{2}\left(\left\{x_{2}\in \mathbb {X} _{2}\mid \left(x_{1},x_{2}\right)\in A\right\}\right)d\mu _{1}(x_{1})\\&=\int _{\mathbb {X} _{2}}\mu _{1}\left(\left\{x_{1}\in \mathbb {X} _{1}\mid \left(x_{1},x_{2}\right)\in A\right\}\right)d\mu _{2}(x_{2}).\end{aligned}}}

### Produkte endlich vieler Maße
Sei {\displaystyle ((\mathbb {X} _{i},{\mathcal {A}}_{i},\mu _{i}))_{i\in I}} mit {\displaystyle I=\{1,\ldots ,n\}} und {\displaystyle n\in \mathbb {N} } eine Familie von Maßräumen. Ein auf der dazugehörigen Produkt-σ-Algebra definiertes Maß {\displaystyle \textstyle \mu \colon \bigotimes _{i\in I}{\mathcal {A}}_{i}\rightarrow [0,\infty ]} heißt dann Produktmaß von {\displaystyle (\mu _{i})_{i}\in I}, wenn für alle {\displaystyle \prod _{i\in I}A_{i}\in \prod _{i\in I}{\mathcal {A}}_{i}}
{\displaystyle \mu \left(\prod _{i\in I}A_{i}\right)=\prod _{i\in I}\mu _{i}(A_{i})}
gilt. Die Existenz von {\displaystyle \mu } zeigt man mittels vollständiger Induktion über {\displaystyle n} mit Hilfe des Produkts zweier Maße. Analog hierzu erhält man die Eindeutigkeit von {\displaystyle \mu } nach dem Fortsetzungssatz, wenn {\displaystyle \mu _{i}} für alle {\displaystyle i\in I} {\displaystyle \sigma }-endlich ist.
Entsprechend definiert man mit {\displaystyle \textstyle \bigotimes _{i\in I}(\mathbb {X} _{i},{\mathcal {A}}_{i},\mu _{i}):=(\prod _{i\in I}\mathbb {X} _{i},\bigotimes _{i\in I}{\mathcal {A}}_{i},\bigotimes _{i\in I}\mu _{i})} den Produktmaßraum von {\displaystyle ((\mathbb {X} _{i},{\mathcal {A}}_{i},\mu _{i}))_{i\in I}}.

## Bemerkungen
- Mit Hilfe dieser Definition kann das Prinzip von Cavalieri in seiner allgemeinsten Form auf dem {\displaystyle \mathbb {R} ^{n}} für jede (fast überall) Lebesgue-messbare Teilmenge formuliert werden.
- Auch die Sätze von Fubini und Tonelli gelten unter der Voraussetzung σ-endlicher Maßräume ganz allgemein (also nicht unbedingt nur für den euklidischen Raum) für messbare Funktionen.
- Für die Eindeutigkeitsaussage von {\displaystyle \mu _{1}\otimes \mu _{2}} ist wirklich notwendig, dass beide Maßräume {\displaystyle \sigma }-endlich sind. Setzt man nämlich {\displaystyle \mathbb {X} _{1}:=\mathbb {X} _{2}:=[0,1],{\mathcal {A}}_{1}:={\mathcal {A}}_{2}:={\mathfrak {B}}(\mathbb {R} )|_{[0,1]}} (die auf [0,1] eingeschränkte borelsche σ-Algebra) und wählt für {\displaystyle \mu _{1}} das Lebesguemaß, für {\displaystyle \mu _{2}} das nicht σ-endliche Zählmaß, so gibt es mindestens drei verschiedene Produktmaße auf {\displaystyle {\mathcal {A}}_{1}\otimes {\mathcal {A}}_{2}={\mathfrak {B}}(\mathbb {R} ^{2})|_{[0,1]^{2}}}, obwohl immer noch einer der Maßräume {\displaystyle \sigma }-endlich ist.
- Das Produktmaß zweier vollständiger Maße ist im Allgemeinen nicht wieder vollständig, beispielsweise ist {\displaystyle \{0\}\times A} für jede Teilmenge {\displaystyle A\subseteq \mathbb {R} } eine {\displaystyle \lambda ^{2}}-Nullmenge, aber nur für {\displaystyle A\in {\mathcal {L}}(\mathbb {R} )} liegt diese Menge in {\displaystyle {\mathcal {L}}(\mathbb {R} )\otimes {\mathcal {L}}(\mathbb {R} )}, d. h., es gilt {\displaystyle {\mathcal {L}}(\mathbb {R} )\otimes {\mathcal {L}}(\mathbb {R} )\subsetneq {\mathcal {L}}(\mathbb {R} ^{2})}
- Im Gegensatz dazu gilt für die Borelsche σ-Algebra {\displaystyle {\mathfrak {B}}(\mathbb {R} ^{m})\otimes {\mathfrak {B}}(\mathbb {R} ^{n})={\mathfrak {B}}(\mathbb {R} ^{m+n})} für alle {\displaystyle n,m\in \mathbb {N} }.
- Sind {\displaystyle (\Omega _{1},\Sigma _{1},P_{1})} und {\displaystyle (\Omega _{2},\Sigma _{2},P_{2})} zwei Wahrscheinlichkeitsräume, die jeweils ein Zufallsexperiment beschreiben, dann modelliert das Produkt {\displaystyle (\Omega _{1}\times \Omega _{2},\Sigma _{1}\otimes \Sigma _{2},P_{1}\otimes P_{2})} das gemeinsame Experiment, das darin besteht, die beiden Einzelexperimente unabhängig voneinander durchzuführen.

## Unendliche Produktmaße
In der Wahrscheinlichkeitstheorie ist man insbesondere an der Existenz von unendlichen Produktmaßen interessiert, sprich an Produkten von abzählbar oder überabzählbar vielen Wahrscheinlichkeitsmaßen. Diese ermöglichen das Untersuchen von Grenzwerten oder wichtige Konstruktionen wie die von unabhängig identisch verteilten Zufallsvariablen oder Produktmodelle in Stochastik und Statistik.

### Definition
Beide Definitionen greifen auf die Konstruktionen des endlichen Produktmaßes zurück. 

#### Abzählbare Indexmenge
Für eine abzählbar unendliche Indexmenge {\displaystyle I}, hier exemplarisch {\displaystyle I=\mathbb {N} }, lässt sich die obige Produktformel nicht mehr explizit formulieren. Man fordert stattdessen, dass sie für die ersten {\displaystyle n} Wahrscheinlichkeitsmaße gilt, und dies für beliebiges {\displaystyle n\in \mathbb {N} }. Sind also Wahrscheinlichkeitsräume {\displaystyle (\Omega _{i},{\mathcal {A}}_{i},P_{i})} für {\displaystyle i\in \mathbb {N} } gegeben, so heißt das Wahrscheinlichkeitsmaß {\displaystyle P} auf
{\displaystyle (\Omega ^{\mathbb {N} },{\mathcal {A}}^{\mathbb {N} }):=\left(\prod _{i=0}^{\infty }\Omega _{i},\bigotimes _{i=0}^{\infty }{\mathcal {A}}_{i}\right)}
das Produktmaß der {\displaystyle P_{i}}, wenn für alle {\displaystyle A_{i}\in {\mathcal {A}}_{i}} und alle {\displaystyle n\in \mathbb {N} } gilt, dass
{\displaystyle P\left(A_{0}\times A_{1}\times \dots \times A_{n}\times \prod _{i=n+1}^{\infty }\Omega _{i}\right)=P_{0}(A_{0})\cdot P_{1}(A_{1})\cdot \dots \cdot P_{n}(A_{n})}
ist.

#### Überabzählbare Indexmenge
Für eine überabzählbar unendliche Indexmenge {\displaystyle I} stößt das obige Vorgehen an seine Grenzen, da eine Definition über die ersten {\displaystyle n} Maße nicht mehr sinnvoll ist. Stattdessen betrachtet man Projektionen eines Wahrscheinlichkeitsmaßes {\displaystyle P} von dem überabzählbaren Produktraum auf die endlichen Produkträume. Das Bildmaß unter einer solchen Projektion soll dann mit dem endlichen Produkt der Wahrscheinlichkeitsmaße übereinstimmen.
Sind also nun Wahrscheinlichkeitsräume {\displaystyle (\Omega _{i},{\mathcal {A}}_{i},P_{i})} für {\displaystyle i\in I} gegeben und ist
{\displaystyle (\Omega ^{I},{\mathcal {A}}^{I}):=\left(\prod _{i\in I}\Omega _{i},\bigotimes _{i\in I}{\mathcal {A}}_{i}\right)}
der überabzählbare Produktraum und
{\displaystyle \pi _{J}:\Omega ^{I}\to \Omega ^{J}{\text{ definiert durch }}\pi _{J}(\omega )=\omega |_{J}}
die Projektion auf die Komponenten aus {\displaystyle J\subset I}. Dann heißt ein Wahrscheinlichkeitsmaß {\displaystyle P} das Produktmaß der {\displaystyle (P_{i})_{i\in I}}, wenn für jede endliche Teilmenge {\displaystyle J\subset I} das Bildmaß {\displaystyle P_{\pi _{J}}=P\circ (\pi _{J})^{-1}} mit dem endlichen Produktmaß von {\displaystyle (P_{i})_{i\in J}} übereinstimmt. Es soll also
{\displaystyle P_{\pi _{J}}=\bigotimes _{i\in J}P_{i}}
gelten. Insbesondere ist die Definition für abzählbare Produkte ein Spezialfall dieser Definition mit {\displaystyle J=\{0,1,\dots ,n\}}.

### Existenz und Eindeutigkeit
Sowohl die Existenz eines Produktmaßes als auch die Eindeutigkeit liefert der Satz von Andersen-Jessen. Es existieren unterschiedlichste Beweise zur Existenz von Produktmaßen, die sich nach dem Grade ihrer Allgemeinheit und ihren Voraussetzungen unterscheiden. So existieren beispielsweise eigene Sätze über die Existenz eines Produktmaßes beim unendlich oft wiederholten Münzwurf. Der Satz von Andersen-Jessen liefert die Existenz und Eindeutigkeit aber für beliebige Indexmengen und ohne spezielle Voraussetzungen zu stellen und beantwortet die Frage somit zur Gänze.

### Abgrenzung
Produktmaße sollte man nicht mit Maßen auf einem Produktraum verwechseln. Diese finden Anwendung in der Theorie stochastischer Prozesse und unterscheiden sich von den Produktmaßen insbesondere dadurch, dass die obigen Produktformeln, die der stochastischen Unabhängigkeit entsprechen, nicht mehr gelten müssen. Typisches Beispiel hierfür wäre ein Markow-Prozess: Es stellt sich die Frage, ob ein Wahrscheinlichkeitsmaß auf dem Produkt des Zustandsraumes existiert, das den Prozess als gesamtes beschreibt. Dieses Wahrscheinlichkeitsmaß ist dann aber sicher kein Produktmaß im obigen Sinne, da sich Markow-Prozesse eben durch ihre Abhängigkeit auszeichnen und dementsprechend die obigen Produktformeln nicht gelten werden.
Wichtige dieser Existenzsätze für Maße auf Produkträumen sind der Satz von Ionescu-Tulcea und der Erweiterungssatz von Kolmogorov. Der erstere liefert die Existenz eines Wahrscheinlichkeitsmaßes, das mittels Markow-Kernen definiert wird, der zweitere die Existenz eines Maßes mit vorgegebenen Randverteilungen, die mittels projektiver Familien von Wahrscheinlichkeitsmaßen bestimmt werden. Beide Sätze lassen sich auch zur Konstruktion von Produktmaßen als Spezialfälle verwenden. Allerdings liefern sie keine so allgemeinen Ergebnisse wie der Satz von Andersen-Jessen. So gilt der Erweiterungssatz von Kolmogorov beispielsweise nur für borelsche Messräume.

### Wichtige Sätze
- Der Satz von Kakutani gibt hinreichende Bedingungen damit abzählbar unendliche Produktwahrscheinlichkeitsmaße äquivalent sind.